# トライ&トライ
『トライ&トライ』（トライ・アンド・トライ）は、1986年4月14日から1991年3月18日までNHK総合テレビで放送された科学バラエティ番組である。『ウルトラアイ』の流れを受け継いだ。

## 概要
NHKのアナウンサーがトライヤーを担当し、様々な実験を体当たりで務めた。主なトライヤーに徳田章、石澤典夫、黒沢保裕、遠藤ふき子らがいた。ナレーターも基本的にトライヤーのアナウンサーが行っていた。内容を継承した番組は『くらべてみれば』であるが、放送時間は変更された。

## 司会
- 山川静夫（当時NHKアナウンサー）

## 放送時間
- 毎週月曜 19:30 - 20:00 （1986年4月 - 1989年3月）
- 毎週火曜 19:30 - 20:00 （1989年4月 - 1991年3月）

## 放送リスト
| 放送日   | サブタイトル                                   |
| -------- | ---------------------------------------------- |
| 4月14日  | 荷物が走る 見たぞ宅配便の舞台裏                |
| 4月21日  | 再現・レスキュー隊救出現場                     |
| 5月5日   | 君もできる！ 世界一の紙ヒコーキ                |
| 5月12日  | ここがファミリーレストランの調理場だ           |
| 5月19日  | からだの中の石をさがせ                         |
| 5月26日  | 煙だ火事か？ ベルが鳴る時                      |
| 6月2日   | 不思議なブタがやってくる                       |
| 6月9日   | 新登場 スーパー繊維はどれだけ強い？            |
| 6月16日  | 150万冊の本が動く                              |
| 7月21日  | ドーンと迫る 花火のからくり                    |
| 7月28日  | 地下探検 道路の下になにがある？                |
| 8月18日  | 夏バテ知らず 辛さ食品ブームの秘密              |
| 8月25日  | これがスリルだ 体験遊園地                      |
| 9月1日   | 安全売ります ガードマンもハイテク時代          |
| 9月8日   | がんばれ水道水 きれいな水からおいしい水へ      |
| 9月29日  | リンゴのいのち 秋の味覚・鮮度お届けします      |
| 10月6日  | あなたの足は大丈夫？ 歩け歩け大実験            |
| 10月13日 | 感じますか？ 香りブーム・においの秘密          |
| 10月20日 | お年寄り 街に出る時・快適，安全？ 都市チェック |
| 11月10日 | 食べてびっくり秋魚 サンマ・イワシ脂のるころ    |
| 11月24日 | 大島噴火 今知りたい火山の知識                  |
| 12月1日  | 男の顔は！ 気にしてますかお肌の手入れ          |

| 放送日   | サブタイトル                                                |
| -------- | ----------------------------------------------------------- |
| 1月5日   | 人もこたつで丸くなる あなたの姿勢は腰痛タイプ？             |
| 1月12日  | 受験直前 つくろうベストコンディション                       |
| 1月19日  | グルメに人気炭火焼き 高級木炭はなぜもてる？                 |
| 1月26日  | タバコの煙が目にしみる できるかな？分煙                     |
| 2月2日   | 中年過ぎたらうす味感覚 おいしく防ごう成人病                 |
| 2月16日  | 身振り手振りでものを言う 実験・国際コミュニケーション       |
| 2月23日  | だれが置いた？ 徹底観察・駅前放置自転車                     |
| 3月2日   | 気分そう快 ピッタリ入れ歯                                   |
| 3月9日   | ブーム再来？ 徹底分析タンゴの魅力                           |
| 3月16日  | 足の悲鳴が聞こえませんか ピッタリ靴をさがせ                 |
| 4月6日   | 毎週1000万部 少年マンガ誌 －見たぞハイテク大量印刷－        |
| 4月13日  | 再発見・あなたのすまいと木の味わい                          |
| 4月20日  | うっかりミスをどう防ぐ・徹底分析冷や汗体験                  |
| 5月11日  | 元気はつらつリラックスはつくれる                            |
| 5月18日  | 君の野生度発見・徹底分析 現代っ子の木のぼり                 |
| 5月25日  | ミクロのゴミをやっつけろ・あなたの部屋のほこりチェック      |
| 6月1日   | かしこく食べよういきいき野菜 ～新健康サラダ学～             |
| 6月8日   | イライラ迷惑耳ざわり ～街の騒音不快音～                     |
| 6月15日  | おいしいパンってどんな味 ～不思議な微生物・イーストの正体～ |
| 6月29日  | いい汗かいて夏バテ知らず                                    |
| 7月13日  | カナヅチだってがんばれる ～効果抜群水中健康法～             |
| 7月20日  | 太らない ～低カロリー食はこれだ～                           |
| 9月7日   | 徹底診断マイホーム ～あなたの住まいの老化現象～             |
| 9月14日  | お年寄りが街に出る ～夕暮れ時の都市チェック～               |
| 9月21日  | 歯ごたえある？ ～噛（か）めば作れるあなたの健康～           |
| 10月5日  | 迷路に挑戦 ～方向感覚をみがけ～                             |
| 10月12日 | 安全快走 ～これがジョギングシューズの常識だ～               |
| 10月19日 | 人気復活伝統食品 ～のりの秘密～                             |
| 11月9日  | 着やすさってなに 探せあなたのピッタリ服                     |
| 11月16日 | なんでもスモーク －くん製・煙の魔術－                       |
| 11月23日 | 分析・モーレツパパのランチタイム                            |
| 11月30日 | 続安全快走 これが正しいジョギングフォームだ                 |
| 12月7日  | 人気復活伝統食品 ～のりの秘密～                             |
| 12月14日 | プレゼントの王様・毛糸のセーターの秘密                      |

| 放送日   | サブタイトル                                                |
| -------- | ----------------------------------------------------------- |
| 1月4日   | あなたは上手になれるか？ これが「毛筆」の極意だ             |
| 1月11日  | 音楽好きの若者諸君 ～あなたの耳が危ない～                   |
| 1月18日  | ブームふしぎ光線 ～遠赤外線ってなに～                       |
| 1月25日  | 英会話の必修 ～RとL区別できますか～                         |
| 2月1日   | 古くて新しいおふくろの味 分析ぬかみそづけ                   |
| 2月8日   | 夢の貯蔵庫誕生 ～雪のドームで鮮度を保て～                   |
| 3月7日   | ワープロ こうすれば少しは速く打てる                         |
| 3月14日  | 白いハンカチ１０００枚染めました・野菜 果物 草木染めの秘密  |
| 4月4日   | ピーマン・にんじん・ねぎ・セロリ ～野菜ぎらいはなくせるか～ |
| 4月11日  | クッション抜群・快適だけど… 乗りもの酔いはこうしておきる    |
| 4月18日  | テニスが面目くなる・回転ボールの不思議                      |
| 4月25日  | 苦手克服・これがバック運転のテクニックだ                    |
| 5月2日   | 紙一枚・鶴100羽がつながった ～折り紙・変身の秘密～          |
| 5月9日   | 刺身になぜワサビ？                                          |
| 5月16日  | 腹筋鍛えて腰痛知らず                                        |
| 5月23日  | ＂失敗したら…＂が失敗をまねく～ゴルフ・池ポチャ現象克服法～ |
| 5月30日  | 見えるぞ！ いやなニオイのひろがり方・悪臭撃退法             |
| 6月6日   | 歩き方？ それとも靴のため？ 雨の日の悩み・泥はね            |
| 6月27日  | だれでも3時間で泳げる・＂ドル平＂泳法でカナヅチ解消         |
| 7月4日   | 実験・家一軒カビ完全防除大作戦                              |
| 7月11日  | 実験・団地ぐるみゴキブリ完全一掃大作戦                      |
| 7月18日  | 伝統＂縄結び＂強さの秘密 京都祇園祭・巨大山鉾               |
| 8月29日  | 妊婦さんの身になれば… 身のまわり・これが不便ここが不安      |
| 9月5日   | 不足してますカルシウム 1日に必要な量600ミリグラム           |
| 9月12日  | お年寄りが街に出る時・手もとの親切欠けてませんか？          |
| 9月26日  | ここが盲点・トンネル運転 高速道路のふしぎ空間               |
| 10月3日  | 苦手克服・なわとび＂二重とび＂ができた                      |
| 10月17日 | 飛べ秋空へ！ 竹とんぼ回転翼の秘密                           |
| 10月24日 | 正しくブラッシングしてますか？ 分析・歯ぐきを守る法         |
| 10月31日 | 成人病にならないために・＂油＂を味方につける法              |
| 11月7日  | 自転車に＂車検＂はないけれど… 安全ですか？ あなたの愛車     |
| 11月14日 | ちょっと待て その一口が… 上手に夜食をとる方法               |
| 11月21日 | 姿勢が悪いと肩がこる ～現代病・姿勢性肩こり～               |
| 12月5日  | 自然の恵み ひなたぼっこ再発見                               |
| 12月12日 | おいしさを逃がすな これが沸騰させない新調理法               |

| 放送日   | サブタイトル                                          |
| -------- | ----------------------------------------------------- |
| 1月23日  | 楕円ボールがドラマを生む 格闘球技・ラグビーの魅力     |
| 1月30日  | これで安心・冬の快適入浴法                            |
| 2月6日   | かわいい足が泣いてませんか？ 分析・子どものクツ       |
| 2月13日  | 冬の不愉快・バチッ！ 静電気解消法                     |
| 2月20日  | 一度会ったら忘れない 似顔絵・人物記憶術               |
| 2月27日  | そんな地図ではわからない ここがポイント・道案内       |
| 3月13日  | あなたの髪を守りたい・分析ヘアケア術                  |
| 3月20日  | 野菜・果物ヲ保存セヨ これが＂生体冷蔵＂のコツだ       |
| 4月4日   | 身近なブラックボックス・電子レンジ                    |
| 4月11日  | 身近なブラックボックス・エレベーター                  |
| 4月18日  | ピアノ・華麗なる音の秘密                              |
| 5月2日   | 家族総出演・ビデオで作ろうSFX                         |
| 5月9日   | 家の中の野性・ネコと上手につきあう法                  |
| 5月16日  | 気分も味も＂色＂次第・色と心のふしぎな関係            |
| 5月23日  | 鍛えようバランス感覚・一輪車だって自由自在            |
| 5月30日  | おなかスッキリ・朝がゆ再発見                          |
| 6月6日   | 身近なブラックボックス・バーコード                    |
| 6月13日  | 身近なブラックボックス・乾電池                        |
| 6月20日  | アタマからシッポまで＂まるごと＂食のすすめ            |
| 6月27日  | 梅雨時の侵入者 サビに御用心                           |
| 7月4日   | 腸の中をクリーンアップ・あなたも作れるヨーグルト      |
| 7月11日  | 赤ちゃんはデリケート・親子の快適お出かけ法            |
| 7月18日  | 汗は出てゆく渇きが残る・＂一杯の水＂の効用            |
| 7月25日  | 楽に優雅にスイスイと・日本泳法に挑戦                  |
| 8月1日   | マネするなんてつまらない 試そう！君の創造力           |
| 8月29日  | おいしさ長持ち 食品保存の適温・適所                   |
| 9月5日   | からだの＂鉄＂足りていますか これが貧血解消メニューだ |
| 9月19日  | 伝統の味 分析 そばいっぱいの秘密                      |
| 10月3日  | 歩いていますか 誰でもできる健康ウォーク               |
| 10月10日 | ちょっと待って出す前に このゴミ燃えるか燃えないか     |
| 10月24日 | 口の臭いが気になったら これで解消，口臭の悩み         |
| 10月31日 | この秋イキイキ体験・こうすれば森と話せる              |
| 11月7日  | 再発見 伝統の味 とってもヘルシーネバネバ食            |
| 11月14日 | 再発見 伝統の味 栄養満点 豆を育てて「もやし」で食べる |
| 11月21日 | じっくり拝見 知られざる＂足の裏＂                     |
| 12月5日  | 明かり一つで気分も変わる あなたも作れる快適空間       |
| 12月12日 | 飲めるあなたに飲めないあなた なにが違う下戸と上戸     |
| 12月19日 | 美しく，軽やかに 着くずれなしの和服美人               |

| 放送日   | サブタイトル                                                  |
| -------- | ------------------------------------------------------------- |
| 1月9日   | カサカサ・ヒリヒリ冬の悩み これで防げるアレルギー性「手荒れ」 |
| 1月16日  | 氷上の超人たち 格闘技アイスホッケーを楽しむ法                 |
| 1月23日  | 食卓の名脇役たち ダシの対決 コンブ対かつお節                  |
| 1月30日  | 食卓の名脇役たち 辛さの激突 わさび対トウガラシ                |
| 2月6日   | すわり心地はいかが？ ぴったりイスで腰痛知らず                 |
| 2月13日  | 冬の筋肉ウォームアップ これがストレッチングだ                 |
| 2月27日  | 決め手は麹・手前味噌のすすめ                                  |
| 3月6日   | 色よし・味よし・香りよし おいしいコーヒーを入れてますか       |
| 3月13日  | 現代人の元気の素・にんにく活用法                              |
| 3月20日  | 持ちやすい、食べやすい 分析・あなたの茶碗（チャワン）         |
| 4月3日   | きれいに見たい，見られたい・コンタクトレンズとつき合う法      |
| 4月10日  | 食卓の名脇役たち しょうゆ対ソース                             |
| 4月17日  | 食卓の名脇役たち 緑茶対紅茶                                   |
| 4月24日  | セーフティドライブ その運転で大丈夫？ 危険回避のテクニック    |
| 5月8日   | 香りを食べよう・発見ハーブの魅力                              |
| 5月15日  | 暮しの中の地球環境 挑戦800戸 家庭排水はきれいにできる         |
| 5月22日  | 暮らしの中の地球環境 フロンってなに？                         |
| 6月5日   | こどものころから歯並び自慢                                    |
| 6月12日  | パンプキンと呼ばれたい 緑黄色野菜の王様〜カボチャ〜           |
| 6月19日  | 疲れやすくありませんか 一滴の血で分かるあなたの健康           |
| 7月17日  | 食卓の名脇役たち バター対マーガリン                           |
| 7月24日  | 夏こそチャンス 肥満解消大作戦                                 |
| 7月31日  | 木を見て森を知る 暮らしの中のヒノキ対ケヤキ                   |
| 8月28日  | この備えあれば憂いなし ここがポイント家庭の防災               |
| 9月4日   | 鍼（ハリ）・灸・指圧 ツボの不思議                             |
| 9月11日  | 少しの工夫で快適・安心 お年寄りに優しい住まい                 |
| 9月18日  | きょうも一日絶好調 朝食が決め手 子どもの元気                  |
| 9月25日  | 芋はイモでも…… じゃがいも対さつまいも                         |
| 10月2日  | そばからコーヒーまで 味も香りも粉次第                         |
| 10月16日 | 自転車散歩で気分爽快 ノンビリ・ラクラク健康法                 |
| 10月23日 | 暮らしの中の地球環境 まだまだ使える？ わが家の古紙            |
| 10月30日 | 海の幸・宿命の対決 タコ対イカ                                 |
| 11月6日  | ツメはなにも言わないけれど 健康のバロメーター「爪」           |
| 11月13日 | 伝統の繊維たっぷり食 対決「こんにゃく」対「寒天」             |
| 11月20日 | ノロノロ・イライラ 渋滞解消大作戦                             |
| 11月27日 | 女性の悩み 脚のむくみを追い払え                               |
| 12月4日  | 牛乳の七変化 究極の乳製品チーズ                               |
| 12月11日 | あなたもできる東洋の健康法 静かな呼吸で心身安定               |
| 12月18日 | 正月魚の両横綱 東のサケ対西のブリ                             |

| 放送日  | サブタイトル                                       |
| ------- | -------------------------------------------------- |
| 1月8日  | 君も風の子になれる 体のリズムを取り戻せ            |
| 1月15日 | 赤対白 ワインの対決                                |
| 1月22日 | 冬こそ注意 追放ジメジメ結露                        |
| 1月29日 | 行列 待ちぼうけ うまい待ち方 待たせ方              |
| 2月5日  | 少しの気温で大違い 冬のスリップにご用心            |
| 2月19日 | カラを見れば中身がわかる 栄養のカプセル タマゴ     |
| 2月26日 | ちくわ かまぼこ さつまあげ 伝統のブレンド食 すり身 |
| 3月5日  | 元祖 健康食 京都 精進料理のヒミツ                  |
| 3月19日 | 使いこなしていますか 多機能コンパクトカメラ        |